# Türkenfeld (Hohenthann)
Türkenfeld ist ein Gemeindeteil der Gemeinde Hohenthann im niederbayerischen Landkreis Landshut. Der Ortsname leitet sich von dem Adelsgeschlecht der Turtenfelder aus dem 11. Jahrhundert ab und hat daher nichts mit der Türkei oder dem türkischen Volk zu tun. Bis 1972 bildete Türkenfeld eine selbstständige Gemeinde.

## Lage
Das Pfarrdorf Türkenfeld liegt etwa eineinhalb Kilometer nordwestlich von Hohenthann an der Staatsstraße 2143.

## Geschichte
Im Büchlholz an der Straße von Hohenthann nach Türkenfeld befinden sich Hügelgräber, die in der Hallstattzeit (zwischen 650 und 450 v. Chr.) angelegt wurden. Anfang des 11. Jahrhunderts wird Turtinvelt erstmals urkundlich erwähnt. Das Geschlecht der Turtenfelder starb vermutlich 1296 aus.
Die späteren Besitzer der Hofmark Türkenfeld wechselten häufig. Von der einstigen Burg sind außer der vermutlichen ehemaligen Burgkapelle keine Spuren mehr vorhanden. Aus der Hofmark ging im Königreich Bayern das aus den Gerichten Türkenfeld und Unkofen gebildete Patrimonialgericht II. Klasse Türkenfeld hervor. Die Patrimonialgerichtsbarkeit in Bayern endete 1848.
1818 wurde die Gemeinde Türkenfeld gebildet. Das Topographisch-statistische Handbuch des Königreichs Bayern von 1867 erwähnt die Gemeinde Türkenfeld im Bezirksamt Rottenburg und Landgericht Rottenburg mit 219 Einwohnern und 76 Gebäuden in den Ortsteilen Aign, Heiligenbrunn, Hohenreith, Irlmühle, Schmidsberg und Türkenfeld.
Am 1. Juli 1972 wurde die Gemeinde Türkenfeld, die zum Landkreis Rottenburg an der Laaber gehörte, im Zuge der Gebietsreform in Bayern nach Hohenthann eingemeindet. Ihr letzter Bürgermeister war vom 17. April 1968 bis zum 30. Juni 1972 Josef Müller († 2010). Seit 1995 finden in Türkenfeld Eicher-Traktorenrennen statt, die von den örtlichen Eicherfreunden veranstaltet werden. Der Ortsteil Türkenfeld zählte am 31. Dezember 2009 220 Einwohner.

## Sehenswürdigkeiten
- Filialkirche St. Ägidius: Die romanische Landkirche mit profanem Obergeschoss dürfte im 12. oder 13. Jahrhundert erbaut worden sein. Sie war wahrscheinlich ursprünglich die Burgkapelle von Schloss Türkenfeld.

## Vereine
- Freiwillige Feuerwehr Türkenfeld
- Wacker Türkenfeld e. V.
- Eicherfreunde Türkenfeld e. V.
- Fatima-Kriegervereinigung